# Virginio Vespignani
Virginio Vespignani, né le 12 février 1808 à Rome et mort le 4 décembre 1882 à Rome, est un comte appartenant à la noblesse italienne. Fervent catholique, Virginio Vespignani est un architecte italien du XIXe siècle néoclassique. 

## Biographie
Membre de la famille Vespignani, Virginio Vespignani a été l'élève de Luigi Poletti avant de devenir l'un des plus importants architectes du néoclassicisme de la capitale italienne. Son travail se décline dans de nombreux domaines : la construction au service social et religieux et la restauration et l'entretien des murs et des portes de Rome. Il exerce en premier lieu comme architecte municipal, créateur d'expositions temporaires et de nombreux moulins à vent sur le Pincio et le Janicule. Son travail dans l'architecture religieuse commence en 1847. En 1850, il réalise la construction du dôme de l'église Madonna dell'Archetto et des aménagements du palais Muti. Il travaille également au service du pape qui lui confie la réalisation de la Porta San Pancrazio en 1857 puis en 1873, la façade externe de la Porta Pia en 1868, ainsi que la restauration des basiliques Santa Maria Maggiore et San Lorenzo fuori le mura. Il fait aussi partie de l'équipe d'architectes qui ont reconstruit la basilique San Paolo fuori le mura.
Virginio Vespignani est le père Francesco Vespignani, également architecte et le cousin de Caterina Vespignani. Il est également l'oncle du peintre Renzo Vespignani.